# Ботро, Уильям, 3-й барон Ботро
Уильям де Ботро (англ. William de Botreaux; 20 февраля 1389 — 16 мая 1462) — английский аристократ, 3-й барон Ботро с 1395 года, участник Столетней войны.

## Биография
Уильям де Ботро был сыном 2-го барона Ботро, носившего то же имя, и Маргарет Сент-Ло. Он унаследовал титул отца и его владения, расположенные в Корнуолле и Сомерсете, в 1395 году, но вступил в свои права позже, когда стал совершеннолетним. В первый раз его вызвали в парламент как лорда Ботро 1 декабря 1412 года. В 1415 году Уильям принял участие во французском походе короля Генриха V и в битве при Азенкуре.
3-й барон Ботро был женат дважды: на Элизабет Бомонт (дочери Джона Бомонта, 4-го барона Бомонта, и Кэтрин Эверингем) и на Маргарет де Рос (дочери Томаса де Роса, 8-го барона де Роса, и Элеоноры Бошан). В первом браке родились сыновья Уильям и Реджинальд, умершие при жизни отца, и дочери Анна и Маргарет. Анна стала женой сэра Джона Стаффорда, но умерла в молодости и детей не оставила, так что наследницей стала Маргарет, 4-я баронесса Ботро suo jure. Она вышла замуж за Роберта Хангерфорда, 2-го барона Хангерфорда.